# No mataràs
No mataràs (originalment en castellà, No matarás) és una pel·lícula de thriller d'Espanya de 2020 dirigida per David Victori amb guió de Victori, Jordi Vallejo i Clara Viola. És protagonitzada per Mario Casas i Milena Smit. La pel·lícula mostra la metamorfosi del protagonista, un jove estudiant de Medicina que haurà de trobar el valor per enfrontar-se amb els seus propis sentiments i secrets.
És una producció de Filmax amb la participació de Movistar, TV3 i TVE. La pel·lícula es va rodar a Barcelona durant sis setmanes els mesos de maig, juny i juliol de 2019. Es va presentar a la 53a edició del Festival Internacional de Cinema Fantàstic de Catalunya. Es va estrenar els cinemes catalans el 16 d'octubre de 2020. El 18 de maig de 2022 es va estrenar el doblatge en català a TV3.

## Sinopsi
En Dani, un bon noi que durant els últims anys s'ha dedicat exclusivament a cuidar el seu pare malalt, decideix reprendre la seva vida després de la mort d'aquest. Tot va bé fins que una nit coneix a la Mila, una dona inquietant, extremadament sensual però a la vegada inestable, que convertirà la seva existència en un autèntic malson. La Mila obligarà en Dani a travessar llindars fins llavors infranquejables per a ell i, finalment, el forçarà a plantejar-se dilemes que mai hauria imaginat i que posaran en perill la nova vida que volia començar.

## Repartiment
- Mario Casas com a Dani
- Milena Smit com a Mila
- Elisabeth Larena com a Laura
- Fernando Valdivielso com a Ray
- Javier Mula com a Berni
- Aleix Muñoz com a Delgado
- Andreu Kreutzer com a Fornido

## Premis i nominacions
| Premis                                   | Categoria                            | Nominada                                      | Resultat   |
| ---------------------------------------- | ------------------------------------ | --------------------------------------------- | ---------- |
| Premis Sant Jordi de Cinematografia      | Millor actor en pel·lícula espanyola | Mario Casas                                   | Guanyador  |
| Premis Goya                              | Millor actor                         | Mario Casas                                   | Guanyador  |
| Premis Goya                              | Millor actor revelació               | Fernando Valdivieso                           | Nominat    |
| Premis Goya                              | Millor actriu revelació              | Milena Smit                                   | Nominat    |
| Premis Días de Cine                      | Millor actor espanyol                | Mario Casas                                   | Guanyador  |
| Premis Días de Cine                      | Premi El Resplandor                  | Milena Smit                                   | Guanyadora |
| Premis Feroz                             | Millor pel·lícula dramàtica          | Millor pel·lícula dramàtica                   | Nominat    |
| Premis Feroz                             | Millor direcció                      | David Victori                                 | Nominat    |
| Premis Feroz                             | Millor actor protagonista            | Mario Casas                                   | Guanyador  |
| Premis Feroz                             | Millor música original               | Federico Jusid i Adrián Foulkes               | Nominats   |
| Premis Gaudí                             | Millor protagonista masculí          | Mario Casas                                   | Guanyador  |
| Premis Gaudí                             | Millor direcció de producció         | Ester Velasco                                 | Nominada   |
| Premis Gaudí                             | Millor direcció artística            | Balter Gallart                                | Nominat    |
| Premis Gaudí                             | Millor so                            | Elena Coderch, Laura Tomás i Yasmina Praderas | Nominades  |
| Premis Gaudí                             | Millors efectes visuals              | Esther Ballesteros i Luis Tinoco              | Nominats   |
| Premis Gaudí                             | Millor maquillatge i perruqueria     | Patricia Reyes                                | Nominada   |
| Premis Cinematogràfics José María Forqué | Millor actor                         | Mario Casas                                   | Nominat    |